# Hans Kerp
Hans Kerp (* 11. September 1954 in Venlo) ist ein niederländischer Paläobotaniker. Er ist Professor an der Universität Münster.
Kerp studierte bis 1980 Geologie und Paläobotanik an der Universität Utrecht und promovierte 1986 über die Gattung Callipteris (Ordnung Peltaspermales) aus dem Rotliegend. Als Post-Doktorand war er bis 1991 war er Assistent in Utrecht und 1989/90 an der University of Pennsylvania. 1991 wurde er Professor für Paläobotanik in Münster als Nachfolger von Winfried Remy.
Er befasste sich mit der Flora des Paläozoikums und frühen Mesozoikums besonders unter den Gesichtspunkten Paläoökologie, Paläobiologie und Paläogeographie und mit fossilen Kutikulen.
Von 1990 bis 2000 war er Herausgeber des Mitteilungsblatts der internationale Subkommission für Trias-Stratigraphie (Albertiana) und des Review of Palaeobotany and Palynology. 1995 wurde er Vorsitzender des Arbeitskreises Paläobotanik und Palynologie.